# Прапор Томаківського району
Пра́пор Томакі́вського райо́ну затверджений 22 грудня 2004 року рішенням № 248-19/IV сесії Томаківської районної ради.

## Опис
Синє прямокутне полотнище зі співвідношенням сторін 2:3, в центрі герб району.
Автор — С. М. Цимбал.